# جيرهارد هارتمان
جيرهارد هارتمان (بالألمانية: Gerhard Hartmann)‏ هو عداء مراثوني نمساوي، ولد في 12 يناير 1955 في ريوت في النمسا.

## وصلات خارجية
- جيرهارد هارتمان على موقع الاتحاد الدولي لألعاب القوى (الإنجليزية)
- جيرهارد هارتمان على موقع أوليمبيديا (الإنجليزية)